# Elterngeld (Deutschland)
Das Elterngeld ist eine vom Nettoeinkommen abhängige Transferzahlung als Ausgleich für konkrete Nachteile in der Frühphase der Familiengründung und somit eine elternbezogene, zeitlich befristete Entgeltersatzleistung.
Das Elterngeld tritt an die Stelle des früheren Erziehungsgeldes. Anspruch auf Elterngeld haben Eltern, die wegen der Betreuung eines Kindes nicht oder nicht voll erwerbstätig sind oder ihre Erwerbstätigkeit für die Betreuung ihres Kindes unterbrechen. Es soll die Eltern bei der Sicherung ihrer Lebensgrundlage unterstützen und ist deshalb als Entgeltersatzleistung ausgestaltet. Seit der Einführung 2007 wurde es (Stand März 2025) nicht erhöht.
2013 wurden 4,9 Milliarden Euro als Elterngeld ausgezahlt (dies waren 83 % aller Aufwendungen des Bundesfamilienministeriums). Knapp 80 Prozent der Elterngeld beziehenden Männer nahmen zwei Monate Elternzeit; 92 Prozent der beziehenden Frauen nahmen 10 bis 12 Monate.

## Allgemeines
Das Gesetz zum Elterngeld und zur Elternzeit (BEEG), das für ab 1. Januar 2007 geborene Kinder gilt, setzte das Elterngeld an die Stelle des früheren Erziehungsgeldes. Das Elterngeld ist grundsätzlich auf zwölf Monate unmittelbar nach der Geburt des Kindes begrenzt. Über (mindestens zwei) Partnermonate lässt sich der Anspruch auf insgesamt maximal 14 Monate ausweiten. Für Alleinerziehende, die das alleinige Sorgerecht oder zumindest alleinige Aufenthaltsbestimmungsrecht innehaben, besteht Anspruch auf vierzehn Monate Elterngeld (§ 4 Abs. 3 BEEG). Die Höhe des Elterngeldes richtet sich nach dem Nettoeinkommen des Elternteils, welches den Antrag auf Elterngeld stellt, und dient als Entgeltersatz. Eltern, die vor der Geburt des Kindes arbeitslos oder ohne Einkommen waren, erhalten für 14 Monate den Mindestbetrag von 300 Euro. Nicht berufstätige Eltern waren vor Einführung des Elterngeldes finanziell stärker gefördert worden; siehe hierzu den Abschnitt „Historische Entwicklung“.
Vom skandinavischen Modell wurde die Regelung übernommen, sowohl für die Mutter als auch für den Vater jeweils einen festgelegten Anteil der Bezugsdauer des Elterngeldes zu reservieren. Ein Anspruch auf Elternzeit besteht zwar bis zur Vollendung des dritten Lebensjahres eines Kindes, doch wird höchstens vierzehn Monate lang Elterngeld gewährt. Dadurch soll ein Anreiz zur früheren Rückkehr in den Beruf gesetzt werden.
Durch das am 1. Juli 2015 in Kraft getretene ElterngeldPlus wurde die Teilzeitnutzung der 14 Elterngeldmonate auf bis zur doppelten Dauer erweitert.

## Politische Zielsetzung
Mit dem Elterngeld will der Gesetzgeber verschiedene Ziele erreichen, die er im Kontext der nachhaltigen Familienpolitik entwickelte. Es werde damit ein Paradigmenwechsel in der Familienpolitik vollzogen. Das Elterngeld soll vorrangig ein zeitweiliges Ausscheiden aus dem Beruf ermöglichen, ohne allzu große Einschränkungen bezüglich des Lebensstandards hinnehmen zu müssen. Nach der Gesetzesbegründung sollte es den Menschen mehr Mut zu mehr Kindern machen, damit sie einen Beitrag zur Sicherung ihrer Zukunft leisten. Bundeskanzlerin Angela Merkel betonte, dass die Koppelung des Elterngeldes an die Höhe des bisherigen Gehalts insbesondere auch Akademiker dazu bewegen solle, sich für mehr Kinder zu entscheiden. Hierbei ging sie jedoch von der vermutlich falschen Annahme aus, dass 40 Prozent der Akademikerinnen kinderlos seien.
Das Elterngeld versucht seiner Konzeption nach, die sogenannten Erwerbseinbußen durch Elternschaft (eng. "Child Penalty") abzumildern. Dieser Effekt folgt daraus, dass im Rahmen moderner Partnerschaften, in denen beide Partner erwerbstätig sind, nach der Geburt eines Kindes gewöhnlich ein Elternteil (meistens die Frau) für kürzere oder längere Zeit die Erwerbstätigkeit aufgibt. Dadurch verringert sich das Familieneinkommen erheblich und der nicht mehr erwerbstätige Partner wird vom anderen Partner ökonomisch abhängig. Erst wenn das Kind so alt ist, dass beide Partner wieder (voll) erwerbstätig sein können, nähert sich das Einkommen wieder dem vorherigen Niveau an und die ökonomische Abhängigkeit endet – bis zur Geburt des nächsten Kindes. Da dieser „Achterbahn-Effekt“ bei höheren Einkommen besonders deutlich spürbar ist, gilt er als zentraler Grund für die geringe Geburtenrate von ‚Hochqualifizierten‘.
Als einer der wesentlichen Anreizmechanismen des Elterngelds gilt auch eine teilweise Kompensation der Opportunitätskosten der Kinderbetreuung, die auch Vätern eine partnerschaftliche Arbeitsteilung nahelegen soll.

## Rechtsgrundlagen
Das Bundeselterngeld- und Elternzeitgesetz trat am 1. Januar 2007 in Kraft und wurde seitdem mehrfach geändert.

## Berechtigte
- Nach § 1 Abs. 1 BEEG hat Anspruch auf Elterngeld, wer

1. einen Wohnsitz oder seinen gewöhnlichen Aufenthalt in Deutschland hat,
2. mit seinem Kind in einem Haushalt lebt,
3. dieses Kind selbst betreut und erzieht und
4. keine oder keine volle Erwerbstätigkeit ausübt.

Unter bestimmten Voraussetzungen (§ 1 Abs. 2 bis 7 BEEG) können auch andere Personen Anspruch auf Elterngeld haben.
Ausländer können Elterngeld im Wesentlichen nur dann beanspruchen, wenn sie auch Anspruch auf Kindergeld hätten, also entweder eine Niederlassungserlaubnis besitzen oder ihnen ein Aufenthaltstitel aus humanitären Gründen erteilt wurde, sie sich seit drei Jahren rechtmäßig im Bundesgebiet aufhalten und erwerbstätig sind. Das Bundesverfassungsgericht erklärte jedoch die Voraussetzung einer Erwerbstätigkeit für den Bezug von Elterngeld für verfassungswidrig und nichtig.
- Die Voraussetzung, dass das Kind durch den Elterngeldempfänger betreut werden muss, schließt nicht aus, dass andere Personen oder Institutionen in die Betreuung und Erziehung des Kindes einbezogen sein können.[11]
- Seit 2011 legt § 1 Absatz 8 BEEG fest, dass kein Anspruch auf Elterngeld besteht, wenn im letzten abgeschlossenen Veranlagungszeitraum das zu versteuernde Einkommen bestimmte Grenzen überstiegen hat. Diese Grenze lag bei Alleinerziehenden zunächst bei 250.000 Euro, bei Paaren lag sie zunächst bei 500.000 Euro und wurde ab September 2021 auf 300.000 Euro gesenkt. Ab April 2024 lag sie sowohl für Alleinerziehende als auch für Paare bei 200.000 Euro, seit April 2025 liegt sie bei 175.000 Euro. Maßgeblich ist dabei der Tag der Geburt bzw. Adoption.[12]
- Nach EU-Recht ist der unverheiratete Elternteil eines gemeinsamen Kindes einem Ehegatten gleichzustellen. Ein Elternteil, der nach § 4 SGB IV trotz Wohnsitz im Ausland einen Anspruch auf deutsches Elterngeld hat, kann seinem im gemeinsamen Haushalt lebenden unverheirateten Lebenspartner den Elterngeldanspruch auch dann vermitteln, wenn beide keine Ehegatten im Sinne von § 1 Abs. 2 BEEG sind.[13]

## Bezugszeitraum und -dauer
Elterngeld wird für Lebensmonate des Kindes gezahlt und nicht für Kalendermonate. Ist ein Kind zum Beispiel am 27. Juli geboren, läuft der erste Anspruchsmonat vom 27. Juli bis 26. August, der zweite vom 27. August bis 26. September, der dritte vom 27. September bis 26. Oktober, bis hin zum vierzehnten und maximal letzten Anspruchsmonat vom 27. August bis 26. September des Folgejahres. Einkünfte, die während eines Lebensmonats, für den Elterngeld bezahlt wird, anfallen, werden mit dem Elterngeld verrechnet und mindern dieses entweder um den vollen Einkunftsbetrag (Lohnersatzleistungen wie Mutterschaftsgeld) oder bei Einkünften aus Erwerbstätigkeit anteilig (siehe nachfolgende Auflistung).
- Elterngeld kann vom Tag der Geburt bis zur Vollendung des 14. Lebensmonats des Kindes bezogen werden. ElterngeldPlus (ab 1. Juli 2015) erlaubt es, bei Teilzeitnutzung diese Dauer auszudehnen.
- In dem Antrag auf Elterngeld ist anzugeben, für welche Monate das Elterngeld beantragt wird. Das Elterngeld kann bis zu drei Monate rückwirkend gezahlt werden. Die im Antrag getroffene Entscheidung kann bis zum Ende des Bezugszeitraums ohne Angabe von Gründen einmal geändert werden.
- Elterngeld wird bis zu zwölf Monate geleistet (unter den Partnern frei aufteilbar) und um zwei sogenannte „Partnermonate“ verlängert, wenn der zweite Elternteil mindestens für diese beiden Monate die Elternzeit in Anspruch nimmt und wenn ein Elternteil während des Bezugszeitraums sein Einkommen mindert. Das trifft schon zu, wenn die Kindesmutter das Mutterschaftsgeld erhält. Bis März 2024 konnten die Elterngeldmonate auch gleichzeitig in Anspruch genommen werden (beispielsweise je sieben Monate für beide Elternteile). Seit dem 1. April 2024 können Eltern das Basisgeld grundsätzlich höchstens einen Monat lang gleichzeitig beziehen; Eltern von Mehrlingen oder von Kindern mit Behinderung können dies auch länger tun. Bezieht einer der Elternteile ElterngeldPlus, kann der andere Elternteil gleichzeitig – auch länger als einen Monat – Basiselterngeld oder ElterngeldPlus erhalten.[14]
- Alleinerziehende mit alleinigem Sorgerecht oder Aufenthaltsbestimmungsrecht können die beiden „Partnermonate“ zusätzlich für sich beanspruchen, wenn die Kindesmutter vor der Geburt des Kindes einer Erwerbstätigkeit nachgegangen ist.
- Der Bezugszeitraum des Elterngeldes kann auf die doppelte Zeit gestreckt werden, wenn es monatlich nur hälftig in Anspruch genommen wird.

### Flexibilisierung und Partnerbonus durchElterngeld Plus
Eltern von ab dem 1. Juli 2015 geborenen Kindern haben einen Anspruch auf Elterngeld Plus, einen flexibilisierten Elterngeldbezug. Das Elterngeld Plus kann bei gleichzeitiger Teilzeitarbeit „doppelt so lang und halb so hoch wie das Vollelterngeld“ bezogen werden. Partner, die sich die Kinderbetreuung gleichzeitig hälftig teilen, benachteiligt das Elterngeld aber weiterhin gegenüber Paaren, bei denen einer der beiden nur betreut und der andere Vollzeit arbeitet, da es sie unter Umständen deutlich weniger fördert:
Beispiel: Verdienen z. B. beide Eltern vor der Geburt oberhalb der Versicherungspflichtgrenze und sind freiwillig gesetzlich versichert, dann steht dem Elternteil, der ausschließlich das Kind betreut, der Höchstsatz von 1.800 € Elterngeld pro Monat zu, während der andere z. B. 40 Stunden pro Woche arbeitet.
Teilen sich die beiden Eltern die 40 Stunden auf jeweils 20 Stunden pro Woche mit 2.401 € Bruttoeinkommen pro Monat auf, dann beträgt die Gesamtförderung mit Elterngeld Plus für beide Eltern gemeinsam monatlich lediglich 1.364 € (682 € + 682 €). Ab 3.771 € brutto pro Elternteil gibt es sogar nur noch den Mindestsatz von 300 € (150 € + 150 €). In letzterem Fall ist die Förderung bei geteilter Betreuung also 1.500 € niedriger pro Monat als bei Betreuung durch einen Elternteil.
Bleibt hingegen ein Partner 100 % zuhause und der andere arbeitet derweil 100 % und das Paar tauscht nach einigen Monaten die Rollen, so erhält das Paar den vollen Elterngeldbezug von 1.800 € Elterngeld pro Monat oder, beim Elterngeld Plus, doppelt so lange 900 € Elterngeld pro Monat.
Zusätzlich gibt es einen Partnerschaftsbonus zum Elterngeld, wenn die Eltern parallel zum Elterngeldbezug beide 25 bis 30 Stunden in der Woche (für ab dem 1. September 2021 geborene Kinder: 24 bis 32 Stunden in der Woche) arbeiten. Es handelt sich dabei um bis zu vier weitere Elterngeld-Plus-Monate für jeden Elternteil. Diese Monate müssen aufeinanderfolgend und parallel genommen werden und die Bedingungen müssen in allen vier Monaten erfüllt sein. Neu ist seit der Elterngeldreform 2021, dass die Voraussetzungen nur in zwei der vier Monate erfüllt werden müssen. Es erfolgt dann eine anteilige Zurückzahlung der Monate, in denen die Voraussetzungen nicht erfüllt wurden. Auf Kritik stößt, dass der Partnerbonus völlig entfällt, wenn auch nur ein Elternteil eine Stunde mehr oder weniger arbeitet und diese Grenzen für beruflich Selbständige nur schwer genau einzuhalten seien, etwa wenn ein Kind krank wird. Das Bundessozialgericht entschied jedoch, dass eine Arbeitsunfähigkeit eines Elternteils der Inanspruchnahme des Partnerschaftsbonus nicht entgegensteht, sofern das Arbeitsverhältnis fortbesteht und die begründete Aussicht besteht, dass die Arbeit nach Ende der Arbeitsunfähigkeit wieder aufgenommen werden kann.
Der Partnerschaftsbonus ähnelt teilweise dem Gleichstellungsbonus (jämställdhetsbonus) des schwedischen Elterngelds, ist aber weniger flexibel. Im Juni 2017 wurde das schwedische Modell von einer Sachverständigenkommission in einem Vorschlag für ein flexibleres Zeitbudget aufgegriffen.

## Maßgebendes Einkommen (Bemessungszeitraum)

### Angestellte
Grundsätzlich ist für die Berechnung des Elterngeldes das durchschnittliche Nettoeinkommen des Antragstellers aus Erwerbsarbeit in den zwölf Kalendermonaten vor dem Kalendermonat der Geburt maßgeblich (Monats-Netto). Hierbei werden ausschließlich Kalendermonate berücksichtigt, für die kein Mutterschaftsgeld oder Elterngeld für ein anderes Kind zugeflossen sind. Auch Monate, in denen Einkommensverluste aufgrund einer auf eine Schwangerschaft zurückzuführenden Erkrankung oder aufgrund der Ableistung von Wehr- und Zivildienst eingetreten sind, werden nicht berücksichtigt, wobei es laut Rechtsprechung unerheblich ist, um welche Schwangerschaft es sich handelt. Durch diese Faktoren kann sich der Bemessungszeitraum auf deutlich mehr als zwölf Monate erstrecken.
Bei Arbeitnehmern ergibt sich das Monats-Netto aus dem Monats-Brutto abzüglich Steuern, abzüglich gesetzlicher Sozialbeiträge, abzüglich 1/12 des Werbungskostenpauschbetrags. Bei Arbeitnehmern ist das Monats-Netto von der Wahl der Steuerklasse abhängig. Ein Wechsel in eine günstigere Steuerklasse zur Erhöhung des Nettoeinkommens ist vor Antragstellung möglich.
Ausgangspunkt ist das Einkommen ohne Bonuszahlungen, Weihnachtsgeld, Urlaubsgeld, Zuschläge für Sonntags-, Feiertags- und Nachtarbeit. Zum Monats-Netto wird auch Arbeitsentgelt bei gewissen Beschäftigungsverboten (§ 18 MuSchG) gezählt, nicht jedoch: Arbeitslosengeld, Bürgergeld, Kurzarbeitergeld, Saison-Kurzarbeitergeld, ausländische Entgeltersatzleistungen, Wohngeld, Sozialhilfe, Haushaltshilfe der Krankenkasse, Renten, Stipendien, BAföG, Krankengeld aus einer gesetzlichen oder privaten Krankenversicherung.

### Selbständige
Bei Selbständigen ergibt sich das Monats-Netto aus 1/12 des Jahresgewinns. Für Selbständige kann auch ein größerer Zeitraum maßgeblich sein. Für Selbständige, die in ihrem letzten Geschäftsjahr erwerbstätig waren, gelten diese zwölf Monate des Geschäftsjahres (§ 2 Abs. 9 BEEG). Das Elterngeld wird an Selbständige grundsätzlich nur unter Vorbehalt gezahlt.

### Änderungen ab 1. Januar 2013
Durch das Gesetz zur Vereinfachung des Elterngeldvollzugs wurde ab 1. Januar 2013 verändert, wie das maßgebende Nettoeinkommen errechnet wird. Bei nichtselbständiger Tätigkeit wird aus jeder Lohn- oder Gehaltsbescheinigung das laufende lohnsteuerpflichtige Bruttoeinkommen entnommen, aus dem EDV-gesteuert ein fiktives Nettoeinkommen berechnet wird. Freibeträge auf der Lohnsteuerkarte werden dabei nicht berücksichtigt.
Auch bei den Gewinneinkünften wird das Nettoeinkommen mittels pauschaler Abgabensätze berechnet. Hierbei wird die Einkommensteuer berechnet, indem auf den durchschnittlichen monatlichen Gewinn die Lohnsteuertabelle angewendet wird.
Die Änderungen gelten für Kinder, die ab dem 1. Januar 2013 geboren werden (§ 27 Abs. 1 BEEG).
Das Gesetz hat es Ehepaaren erschwert, durch einen Steuerklassenwechsel während der Schwangerschaft die Elterngeldhöhe nach der Geburt zu optimieren. Ein Wechsel der Steuerklasse nach Bekanntwerden der Schwangerschaft wird nun grundsätzlich nur noch insofern berücksichtigt, als die zu verwendende Steuerklasse diejenige ist, die in der Mehrheit der 12 Kalendermonate vor Beginn des Mutterschutzes gegolten hat, bei Gleichstand wird die zuletzt verwendete Steuerklasse berücksichtigt. Durch „Verzicht auf 1 Monat“ (Ausklammerung von einem Kalendermonat nach §2b Abs. 1 BEEG) kann ggf. noch ein ev. zu spät veranlasster Steuerklassenwechsel geheilt werden und Gleichheit bei verschiedenen Steuerklassen der letzten 12 Monate – und damit die Anwendung der zuletzt verwendeten Steuerklasse – erreicht werden.

## Höhe des Elterngeldes
- Das Elterngeld ist einkommensabhängig und beträgt zwischen 65 und 100 Prozent des früheren Netto-Monatseinkommens, höchstens 1.800 Euro, mindestens 300 Euro im Monat (§§ 2 ff. BEEG). Die Höhe des Elterngeldes orientiert sich am durchschnittlichen relevanten (vgl. Verschiebetatbestand) monatlichen Nettoeinkommen des beantragenden Elternteils in den 12 Monaten vor der Geburt des Kindes.

| Monatliches Nettoeinkommen    | Anteil des resultierenden Elterngelds am wegfallenden Einkommen |
| ----------------------------- | --- |
| zwischen 0 und 1000 Euro      | 67 Prozent erhöht sich um 0,1 Prozentpunkte pro zwei Euro, um die das Monats-Netto 1.000 Euro unterschreitet, bis auf maximal 100 Prozent. Fällt in der Elternzeit das Erwerbseinkommen auf Null und liegt das Monats-Netto des Antragstellers über 300 Euro bis 340 Euro, beträgt das Elterngeld 100 % des Monats-Netto. Mütter oder Väter, die im Bemessungszeitraum kein Einkommen bezogen haben, erhalten ein Mindestelterngeld von 300 Euro, das auf die im folgenden Abschnitt genannten Sozialleistungen angerechnet wird. |
| zwischen 1.000 und 1.200 Euro | 67 Prozent |
| höher als 1.200 Euro          | 67 Prozent sinkt um 0,1 Prozentpunkte pro zwei Euro, um die das Monats-Netto 1.200 Euro überschreitet, auf bis zu 65 Prozent, der ab einem Monats-Netto von 1.240 Euro erreicht ist. |
| höher als 2.769,23 Euro       | Das Elterngeld beträgt generell 1.800 Euro (= 65 % von 2.769,23 Euro; Maximalwert) |

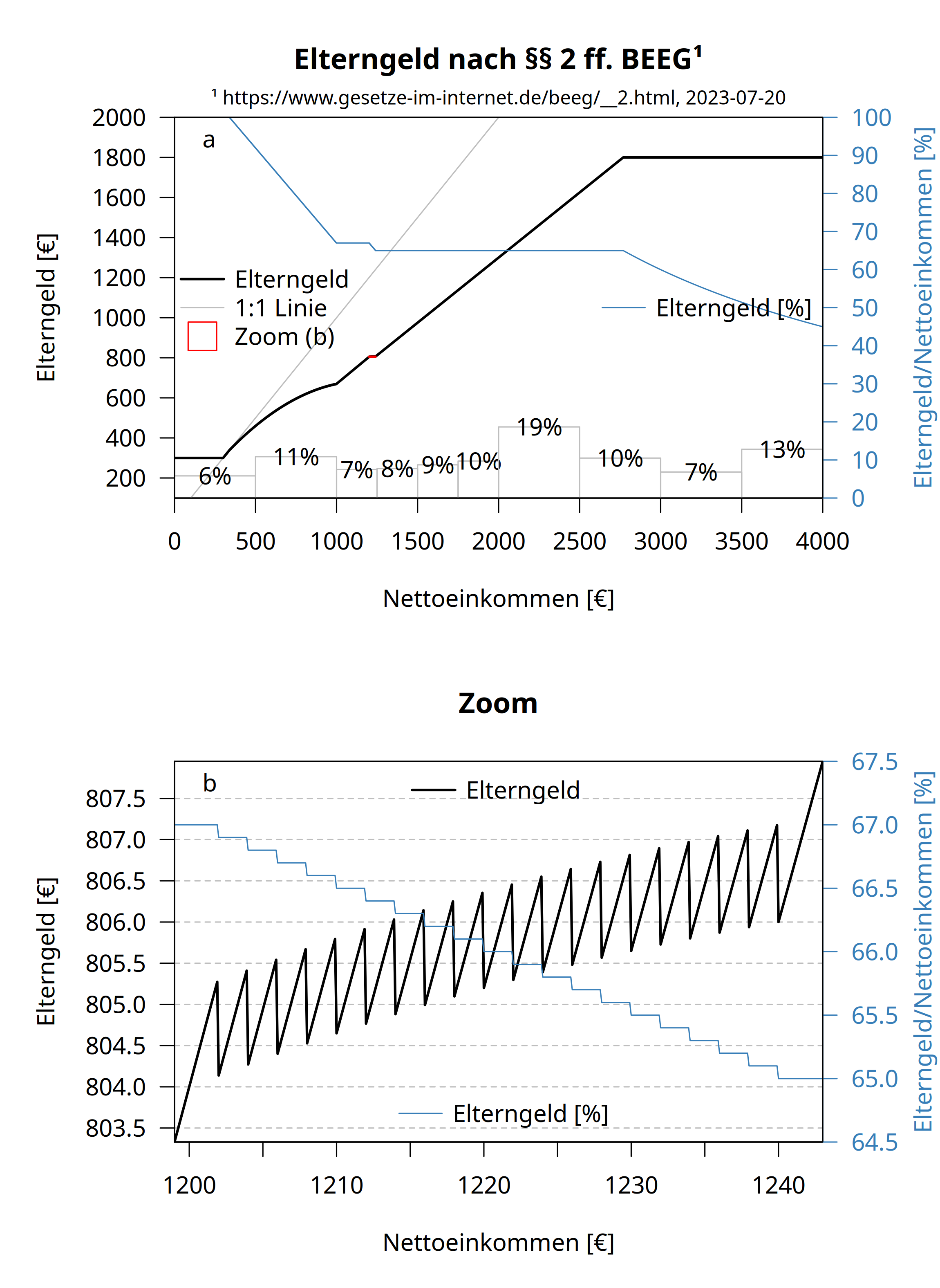
Elterngeld (schwarze Linie: absolut; blaue Linie: relativ zu Nettoeinkommen) nach §§ 2 ff. BEEG (https://www.gesetze-im-internet.de/beeg/__2.html, 20. Juli 2023). Der gezackte Bereich bei ca. 1220 € monatlichem Nettoeinkommen (Zoom in b) kommt durch Punkt (2) des Gesetzes zustande. Balken in a zeigen relativen Anteil von Erwerbspersonen einer monatlichen Nettoeinkommensgruppe in Deutschland des Jahres 2022 (Tabelle 12211-0003 von https://www-genesis.destatis.de).

- Vom früheren Bruttomonatseinkommen, das die Elterngeldstelle berechnet, wird eine Werbekostenpauschale von 1/12 der gültigen AN-Pauschale (2022: 100 Euro pro Monat, 2023: 102,50 Euro pro Monat) abgezogen. Danach werden Steuern und Sozialabgaben in pauschaler Form abgezogen. Im Ergebnis erhält man den für die Berechnung des Elterngeldes relevanten Nettolohn.[26]
- Arbeitslosigkeit wirkt sich auf Mutterschutz- und Elterngeldanspruch unterschiedlich aus: Während der Anspruch auf Mutterschaftsgeld vom Bestehen eines Arbeitsverhältnisses abhängt, knüpft die Höhe des Elterngelds lediglich an das Durchschnittseinkommen während des Bemessungszeitraums an, ist aber ansonsten nicht vom Vorliegen eines Arbeitsverhältnisses abhängig.
- Reduziert ein Vater oder eine Mutter nach der Geburt stundenweise die Arbeit, darf dieses Teilzeit-Arbeitsverhältnis 30 Stunden pro Woche (für ab dem 1. September 2021 geborene Kinder: 32 Stunden pro Woche[17]) nicht überschreiten, anderenfalls entfällt der Anspruch auf Elterngeld.
- Für Teilzeitbeschäftigte wird das Einkommen aus Teilzeitarbeit mit berücksichtigt. „Der betreuende Elternteil erhält das Elterngeld als Ersatz für den entfallenden Einkommensteil. Dabei handelt es sich um die Differenz zwischen dem durchschnittlichen Einkommen vor der Geburt und dem voraussichtlich durchschnittlich erzielten Einkommen aus der Teilzeitarbeit während des Elterngeldbezuges. Für die Elterngeldberechnung wird die Ersatzrate angewendet, die für das Einkommen vor der Geburt gilt: Dies sind mindestens 65 oder 67 Prozent, bei Einkommen von unter 1.000 Euro vor der Geburt bis zu 100 Prozent. Als Einkommen vor der Geburt werden jedoch höchstens 2.770 Euro berücksichtigt.“[27]
- Da das Elterngeld für Lebensmonate des Kindes, nicht für Kalendermonate gezahlt wird, erfolgt auch die Einkommensanrechnung auf Lebensmonate bezogen. Wurde das Kind zum Beispiel am 4. eines Kalendermonats geboren, dauert ein Lebensmonat jeweils vom 4. eines Monats bis zum 3. des Folgemonats. Es kann günstiger sein, eine Teilzeitbeschäftigung während des Elterngeldbezuges zeitgleich mit dem Beginn eines Lebensmonats aufzunehmen oder zeitgleich mit dem Ende eines Lebensmonats zu beenden. Bei Aufnahme einer Teilzeitbeschäftigung am Anfang eines Kalendermonats würde im Beispielsfall bereits für den begonnenen, noch bis zum dritten des Kalendermonats dauernden Lebensmonat Einkommen angerechnet werden.
  - Beispiel: Monats-Netto vor der Geburt 1.200 EUR. Geburt des Kindes am 4. April. Die Mutter verdient im Kalendermonat Juni 400 €, ihr Monats-Netto liegt auf die Lebensmonate 4. Mai bis 3. Juni und 4. Juni bis 3. Juli bezogen bei 200 Euro. Sie erhält in den beiden Lebensmonaten, in denen sie Einkommen erzielt hat, jeweils 670 EUR Elterngeld (67 % der Differenz zwischen 1.200 und 200). Würde die Mutter die 400 EUR im Zeitraum vom 4. Juni bis 3. Juli erzielen, bekäme sie für diesen Monat 536 EUR Elterngeld (67 % der Differenz zwischen 1.200 und 400), im vorangegangenen Lebensmonat hätte sie aber noch das volle Elterngeld in Höhe von 804 EUR. Im ersten Fall liegt die Summe des Elterngeldes für die beiden Monate bei 1.340 € (670 € + 670 €), im zweiten Fall ebenfalls bei 1.340 € (536 € + 804 €).
- Wer ein Kind jünger als drei Jahre oder mindestens zwei Kinder jünger als sechs Jahre hat (das Neugeborene nicht mitgezählt), erhält einen Geschwisterbonus als Aufschlag zum Elterngeld. Dieser beträgt zehn Prozent, mindestens jedoch 75 Euro monatlich.
- Bei Mehrlingsgeburten gibt es einen Bonus von je 300 Euro monatlich für das zweite und jedes weitere Kind. Diese Regelung wurde durch das Bundessozialgericht überprüft,[28] das am 27. Juni 2013 entschied, dass Eltern bei Zwillings- beziehungsweise Mehrlingsgeburten nicht nur einen Elterngeldanspruch pro Geburt, sondern für jedes einzelne neugeborene Kind einen eigenen Elterngeldanspruch haben. Die zusätzlichen Elterngeldbeträge können Eltern bei ihrer Elterngeldstelle vor Ort beantragen – nicht nur für Zeiten ab dem 27. Juni 2013, sondern auch rückwirkend für frühere Elterngeldzeiten ab dem 1. Januar 2009 bei Antragseingang bis Ende 2013 bzw. ab dem 1. Januar 2010 bei Antragseingang bis Ende 2014.[29] Das BMFSFJ erläuterte hierzu: „Nutzt ein Elternteil das Elterngeld im Monat nur für eines der Kinder, erhält er für dieses Kind in voller Höhe den einkommensabhängigen Elternbetrag plus die Mehrlingszuschläge von je 300 Euro für die weiteren Kinder. Für das andere Kind beziehungsweise die anderen Kinder kann in dem Monat der andere Elternteil das Elterngeld parallel erhalten.“[29] Allerdings sollen die gesetzlichen Regelungen zum 1. Januar 2015 dahingehend geändert werden, dass für Mehrlingsgeburten nur noch ein Elterngeldanspruch mit Mehrlingszuschlägen entsteht.[30]

## Steuerliche Behandlung
Das Elterngeld ist sozialabgaben- und steuerfrei, es unterliegt jedoch dem Progressionsvorbehalt (§ 32b Abs. 1 EStG).

## Anrechnung anderer Sozialleistungen
Andere Entgeltersatzleistungen, „die nach ihrer Zweckbestimmung dieses Einkommen aus Erwerbstätigkeit ganz oder teilweise ersetzen“, werden auf das Elterngeld angerechnet (§ 3 Abs. 2 BEEG). Laut Richtlinie zum § 3 BEEG handelt es sich insgesamt um folgende anzurechnende Leistungen:
- Altersrente (§§ 34-37,40, 42, 236-238 SGB VI) und vergleichbare Leistungen privater Versicherungen
- Arbeitslosenbeihilfe (§ 86a SVG)
- Arbeitslosengeld (§§ 136 ff SGB III), Teilarbeitslosengeld (§ 162 SGB III)
- Berufsausbildungsbeihilfe (§§ 56 ff. SGB III)
- Elterngeld für ein älteres Kind
- Erwerbsminderungsrente (§§ 43, 67, 93, 94, 96a, 240, 241 SGB VI) und vergleichbare Leistungen privater Versicherungen
- Gründungszuschuss (§§ 93 f SGB III)
- Insolvenzgeld (§§ 165–175 SGB III)
- Krankengeld (§§ 44-51 SGB V, §§ 12, 13 KVLG 1989)
- Kurzarbeitergeld und Saison-Kurzarbeitergeld (§§ 95 bis 111 SGB III)
- Mutterschaftsgeld nach § 19 MuSchG, soweit es für die Zeit des achtwöchigen Beschäftigungsverbots nach der Entbindung gezahlt wird.
- Übergangsbeihilfe (§§ 12, 13 SVG)
- Übergangsgeld §§ 119 bis 121 SGB III bei Teilnahme an Leistungen zur Teilhabe am Arbeitsleben (§ 112 ff SGB III i. V. m. § 49 und §§ 64 ff. SGB IX)
- Übergangsgeld (§§ 20 ff SGB VI, §§ 49, 50 SGB VII)
- Übergangsgeld TVöD
- Verdienstausfallentschädigung nach §§ 13, 13c USG aus Mitteln des Europäischen Sozialfonds finanziertes Unterhaltsgeld
- vergleichbare ausländische Entgeltersatzleistungen
- Verletztengeld (§§ 45-48, 52, 55 SGB VII)
- Verletztenrente (§§ 56-60 SGB VII) und vergleichbare Leistungen privater Versicherungen
- Versorgungskrankengeld (§§ 16–16h, 18a BVG und §§ 82, 83 SVG, §§ 48,49 ZDG, § 1 OEG i. V. m. § 16ff BVG, § 60 IfSG i. V. m. §§ 16ff BVG)

Nicht angerechnet werden diese Leistungen, wenn sich der Anspruch auf Elterngeld auf das Mindestelterngeld und ggf. den Mehrlingsbonus beschränkt.

## Elterngeld bei Bezug von Arbeitslosengeld
Folgende Möglichkeiten können in Erwägung gezogen werden bei dem Bezug von Arbeitslosengeld und Elterngeld:
- Es wird nur Elterngeld bezogen, der Anspruch auf Arbeitslosengeld (ALG) ruht. Damit wird das Einkommen aus der Zeit als Arbeitnehmer als Bemessungsgrundlage herangezogen.
- Beide Gelder werden gleichzeitig bezogen. Das ALG wird die Höhe des Elterngeldes angerechnet, lediglich 300 Euro bleiben frei. Somit wird das ALG und ein geschmälertes Elterngeld gezahlt.

## Elterngeld bei Bezug von Bürgergeld
Elterngeld wird seit 2011 auf Arbeitslosengeld II bzw. seit 2023 auf Bürgergeld sowie auf die Sozialhilfe und den Kinderzuschlag nach § 6a BKGG angerechnet. Das galt auch für Eltern, die vor der Einführung der Anrechnung von der Verlängerungsmöglichkeit nach § 6 Satz 2 BEEG Gebrauch gemacht haben und diese nicht vor dem 1. Januar 2011 widerrufen haben. Von einem Elterngeldanspruch, welcher durch Erwerbstätigkeit entstanden ist, bleiben jedoch 300 Euro anrechnungsfrei (§ 10 Absatz 5 BEEG).

## Elterngeld für Beschäftigte europäischer Institutionen
Die Elterngeldämter der Bundesländer Hessen (Sitz der Europäischen Zentralbank) und Bayern (Europäisches Patentamt) haben in der Vergangenheit den Beschäftigten dieser Behörden die Zahlung von Elterngeld verwehrt. Dies wurde damit begründet, dass diese europäischen Institutionen über ein eigenes Sozialsystem verfügen. Außerdem wurde argumentiert, dass das Elterngeld steuerfinanziert ist und die Beschäftigten europäischer Institutionen keine deutschen Steuern zahlen. Der Europäische Gerichtshof hat bezüglich der Europäischen Zentralbank in einem Vorabentscheidungsersuchen des Hessischen Landessozialgerichts geurteilt, dass die Bundesrepublik den dort Beschäftigten Elterngeld gewähren müsse. Damit dürfte Beschäftigten von Zentralbank und Patentamt grundsätzlich Elterngeld (ggf. unter Anrechnung vergleichbarer Leistungen) zustehen.

## Krankenversicherungsschutz während des Bezugs von Elterngeld
- Elterngeldempfänger, die bereits vor dem Bezug des Elterngeldes als Pflichtmitglieder gesetzlich krankenversichert waren (Ausnahme nach § 5 Abs. 1 Nr. 13 SGB V), sind für die Dauer des Elterngeldbezugs beitragsfrei weiterversichert, sofern sie neben dem Elterngeld kein weiteres Einkommen haben (§ 192 Abs. 1 Nr. 2 und § 224 Abs. 1 SGB V). Für versicherungspflichtige Studenten besteht die Beitragspflicht allerdings fort, wenn sie immatrikuliert bleiben.
- Bisher freiwillig in der gesetzlichen Krankenversicherung Versicherte müssen (weiterhin) den Beitrag für freiwillig Versicherte zahlen (maximal bis zur Beitragsbemessungsgrenze). Sofern sie neben dem Elterngeld kein weiteres Einkommen haben, zahlen sie den Mindestbeitrag. Zu beachten ist dabei, dass in dieser Zeit neben einem möglichen Einkommen aus nichtselbständiger Arbeit auch viele weitere Einkommensarten angerechnet werden (siehe Liste unter „Weblinks“).
- Bisher freiwillig gesetzlich Versicherte können aber, wenn sie verheiratet sind, eventuell in die beitragsfreie Familienversicherung ihres GKV-versicherten Ehegatten oder eingetragenen Partners wechseln, wenn sie dafür die übrigen Voraussetzungen erfüllen. Wer während der Elternzeit zeitweise GKV-versichert ist, kann durch eine „große Anwartschaft“ in der PKV sicherstellen, dort später zum gleichen Tarif wieder aufgenommen zu werden.
- Verheiratete und in eingetragener Partnerschaft Lebende können sich nicht über ihren privat versicherten Partner familienversichern. Sind sie freiwillig gesetzlich versichert, werden bei der Beitragsbemessung die Einkünfte des Partners hälftig angerechnet. Die monatlichen Beiträge betragen dann bis zu ca. 300 € und sind während der Elternzeit und auch danach, sofern keine Beschäftigung aufgenommen oder gesucht wird, zu zahlen.[36]
- Privat Versicherte müssen ihre Beiträge weiterhin zahlen, mit Ausnahme einiger weniger Tarife welche Beitragsbefreiung bei Elterngeldbezug anbieten.[37] Je nach konkretem Fall tritt allerdings bei Teilzeitarbeit in der Elternzeit eine Versicherungspflicht ein, von der wiederum u. U. eine Befreiung beantragt werden kann.

## Statistik zu den Elterngeldempfängern
Von den im Jahr 2008 geborenen Kindern haben 96 % der Mütter und 21 % der Väter Elternzeit beantragt. Elterngeld wurde in Bayern von 27 Prozent der Väter in Anspruch genommen, im Saarland dagegen nur von 12 Prozent. Väter erhielten 2012 bundesweit durchschnittlich 1.140 Euro, Mütter 701 Euro. Grund für die Unterschiede waren unter anderem Unterschiede in der Erwerbsbeteiligung von Männern und Frauen, 9 von 10 Männern aber nur 7 von 10 Frauen waren vor der Geburt ihres Kindes erwerbstätig.
| Empfänger | 2009    | 2010    | 2011    | 2012    | 2013    | 2017      | 2018      |
| --------- | ------- | ------- | ------- | ------- | ------- | --------- | --------- |
| Mütter    | 630.906 | 642.572 | 623.454 | 640.084 | 657.033 | 1.350.000 | 1.400.000 |
| Väter     | 153.141 | 167.659 | 176.719 | 194.275 | 217.545 | 410.000   | 433.000   |
| Gesamt    | 784.047 | 810.231 | 800.173 | 834.359 | 874.578 | 1.760.000 | 1.833.000 |

Laut einer Studie hat das Elterngeld zu einer Einkommensverbesserung der Eltern junger Kinder geführt. Akademikerfamilien, ältere Eltern und Eltern von Einzelkindern profitierten am meisten, sehr junge Eltern und Alleinerziehende hingegen werden durch das Elterngeld schlechter gestellt als bisher. 28 % der Väter gingen in Elternzeit. Die durchschnittliche Länge der Elternzeit der Väter betrug 3,3 Monate.
Laut einer anderen Studie stieg nach der Einführung des Elterngeldes die Zahl der Erstgebärenden mit Universitätsabschluss um 30 %. Bei den Frauen mit dem höchsten Einkommen stieg die Zahl der Geburten um 70 %.
Im Jahr 2017 bezogen 1,35 Millionen Mütter und 410 000 Väter Elterngeld, im Jahr 2018 waren es 1,4 Millionen Mütter und 433 000 Väter.

## Kritik
Der Präsident des Münchner Ifo-Instituts, Clemens Fuest, sprach sich im März 2025 für die Abschaffung des Elterngelds aus. Er kritisierte, es sei „ein klassischer Fall von nice-to-have, aber nicht prioritär“ und viele Empfänger seien finanziell gut gestellt. Dem schloss sich der Wirtschaftsjournalist Rainer Hank in der Frankfurter Allgemeinen Zeitung an und kritisierte, es sei unverhältnismäßig teuer, erreiche die selbst gesetzten Ziele nicht oder nur sehr unzureichend und privilegiere die Besserverdiener.

### Anrechnung von Arbeitslosengeld II bzw. Bürgergeld
Die Anrechnung auf Arbeitslosengeld II wurde vielfach als De-facto-Streichung des Elterngeldes für Hartz-IV-Empfänger kritisiert. Im Elterngeldbericht der Bundesregierung wurde jedoch hervorgehoben, dass das Elterngeld keine Leistung sei, die die wirtschaftliche Grundlage der Familie über das vor der Geburt vorhandene Niveau hinaus anheben solle. Es wurde als ein Ausgleich für konkrete Nachteile in der Frühphase der Familiengründung als Lohnersatzleistung konzipiert. Aus diesem Grund sind die Zahlungen zeitlich befristet. Soziale Beratungsstellen und Sozialverbände kritisierten, die De-facto-Streichung des Elterngeldes für Arbeitslosengeld-II-Empfänger erschwere die Entscheidung für ein Kind bei der Schwangerschaftskonfliktberatung.

### Schlechterstellung von Eltern ohne Einkommen
Arbeitslose und geringverdienende Eltern erhielten bis 2006 mit dem zwei Jahre lang gezahlten sozialkompensatorischen Erziehungsgeld eine Gesamt-Transferleistung von 7.200 Euro je Kind, ab 2007 mit dem ein Jahr lang gezahlten Elterngeld 3.600 Euro je Kind. Der Monatsbetrag liegt jeweils bei 300 Euro. Während das Erziehungsgeld aber anrechnungsfrei gewesen ist, also zusätzlich zu anderen Sozialleistungen gezahlt und nicht verrechnet wurde, wird das Elterngeld mit anderen Sozialleistungen verrechnet, die dann um den Betrag des Elterngeldes gekürzt werden.
Untersuchungen zum Haushaltseinkommen aus dem Jahre 2008 weisen darauf hin, dass das Haushaltseinkommen im Jahr nach der Geburt des Kindes nicht notwendigerweise geringer ist als vorher: „Vergleicht man das Haushaltseinkommen im Jahr vor und nach der Geburt des jüngsten Kindes, zeigt sich, dass 80 Prozent der Familien mit weniger als 1.000 Euro Nettohaushaltseinkommen im Jahr nach der Geburt gleich viel oder mehr Geld als davor zur Verfügung haben.“ „67 % der Familien mit Einkommen über 3.000 Euro netto haben hingegen weniger Geld als vor der Geburt“.
Andere Berechnungen zeigen, dass 57 – 62 % der Elterngeldbezieher schlechter gestellt wurden.

### Unterschiedliche Höhe des Elterngeldes
Die unterschiedliche Höhe des Elterngeldes, die aus der Bemessung nach dem vorangegangenen Einkommen resultiert, wird von der Partei Die Linke, der Ökologisch-Demokratischen Partei, der Familienpartei und aus Teilen der CDU, wie etwa dem früheren Ministerpräsidenten von Baden-Württemberg Erwin Teufel, kritisiert. Doppelverdienerpaare und zuvor berufstätige Alleinerziehende würden in erheblichem Umfang gefördert, Einverdienerpaaren sowie geringverdienende und arbeitslose Eltern, junge, noch in Ausbildung befindliche Eltern und Mehr-Kinder-Eltern dagegen schlechter gestellt.
Aus wissenschaftlich-juristischer Sicht wurde die ungleiche Höhe des Elterngeldes bereits vor Inkrafttreten des Gesetzes von Christian Seiler kritisiert. Die Einverdienerfamilie werde diskriminiert. Im Lichte der Wertentscheidung des Art. 6 GG müsse dem Staat jedes Kind gleichermaßen willkommen sein, so dass als Unterscheidungsmerkmal lediglich die elterliche Erziehungsleistung, nicht aber das vorgeburtliche Einkommen in Betracht komme, zumal das Elterngeld, anders als sonstige Entgeltersatzleistungen, kein Äquivalent einer größeren früheren Beitragsleistung sei.
In einem von der ÖDP in Auftrag gegebenen Rechtsgutachten zur Verfassungsmäßigkeit des § 2 BEEG kommt Thorsten Kingreen zum Schluss, das Elterngeld transportiere das einseitige Leitbild einer erwerbsarbeitsorientierten Erziehung, damit ein ethisches Leitbild über das „richtige“ und „gute“ Ehe- und Familienleben. Dafür gebe es keine Rechtfertigung. Das Elterngeld werde als steuerfinanzierte Sozialleistung nicht durch das Sozialstaatsprinzip gerechtfertigt, da es eine Entgeltersatzleistung sei, die ohne jegliche Vorleistung seitens der Berechtigten Personen mit einem vor der Geburt des Kindes höheren Einkommen besserstelle als solche mit einem niedrigen oder gar keinem Einkommen, obwohl gerade dieser Personenkreis tendenziell bedürftiger sei. Das Elterngeld sei als einzige, nicht-kausale steuerfinanzierte Entgeltersatzleistung ein Fremdkörper im deutschen Sozialrecht. Die Beziehung zum vorgeburtlichen Einkommen führe zu einer mit der Kinderzahl steigenden Benachteiligung von Mehr-Kinder-Familien. Der Gutachter beurteilt § 2 BEEG als unvereinbar mit Art. 3 Abs. 1 und Art. 6 Abs. 1 des Grundgesetzes.
Das Anknüpfen des Elterngelds an das in dem Zwölfmonatszeitraum vor der Geburt des Kindes bezogene Einkommen aus Erwerbstätigkeit ist nach Auffassung des Bundessozialgerichts verfassungsgemäß. Das Bundesverfassungsgericht hat im Rahmen eines Nichtannahmebeschlusses § 2 Abs. 7 Satz 5 BEEG (in der bis zum 18. September 2012 geltenden Fassung), demzufolge Eltern, die über die Bezugszeit des Elterngeldes hinaus Elternzeit wahrnehmen, für ein weiteres Kind unter Umständen ein geringeres Elterngeld erhalten als Eltern, die nach der Bezugszeit des Elterngeldes für das vorherige Kind ein Einkommen erzielt haben, für verfassungsgemäß erachtet. Der Gesetzgeber überschreite seinen Gestaltungsspielraum nicht, wenn er dem Elterngeld eine einkommensersetzende Funktion gebe. Mit dem derart ausgestalteten Elterngeld verstoße der Staat auch nicht gegen seine Pflicht, jegliche von den Eltern im Dienst des Kindeswohls getroffenen Entscheidungen, wie sie ihr familiäres Leben gestalteten, anzuerkennen und daran keine benachteiligenden Rechtsfolgen zu knüpfen. Mit der Einrichtung von Elterngeld und Elternzeit fördere der Staat die Möglichkeit der Eigenbetreuung von Kindern bereits in beachtlichem Umfang.
Auch die Einkommensbezogenheit des Elterngeldes nach § 2 Abs. 1 BEEG ist nach einem Beschluss des Bundesverfassungsgerichts mit dem Grundgesetz vereinbar. Die mit der einkommensbezogenen Differenzierung der Höhe des Elterngelds einhergehende Ungleichbehandlung sei verfassungsrechtlich gerechtfertigt. Schwerpunktmäßig fördere das Elterngeld Erziehende mit kleinen und mittleren Einkommen, wie sie meist am Beginn der Berufstätigkeit erwirtschaftet würden. Angesichts dieser gesetzlichen Zielsetzung sei hinnehmbar, dass Unterschiede bei der Förderung zwischen Familien je nach dem vorgeburtlichen Einkommen der Eltern entstünden, zumal auch Eltern ohne vorgeburtliches Einkommen nicht gänzlich ohne Förderung blieben.
Die Kammer begründet ihren Beschluss damit, dass Art. 3, Abs. 2 GG den Gesetzgeber verpflichte, „die Gleichberechtigung der Geschlechter in der gesellschaftlichen Wirklichkeit durchzusetzen und überkommene Rollenverteilungen zu überwinden“ (Rn 18) und die „partnerschaftliche Teilhabe“ beider Eltern an Erziehungs- und Betreuungsaufgaben zu stärken (Rn 19). Johannes Resch vertritt die Auffassung, dass die Kammer die Begriffe „Gleichberechtigung der Geschlechter“ und „partnerschaftliche Teilhabe“ umdefiniert zu einer politisch vorgegebenen „Gleichstellung im Erwerbsleben“, die eine partnerschaftliche, d. h. einvernehmliche, Lösung nach den Wünschen der Eltern in vielen Fällen gerade verhindere. Der Auftrag des GG werde so in unzulässiger Weise zu einem staatlichen Bevormundungsrecht gegenüber den Eltern umgedeutet.
Dieser Kammerbeschluss widerspricht nach Auffassung des ÖDP-Politikers Johannes Resch grundlegenden Urteilen des Bundesverfassungsgerichtes.

### Bemessungsgrundlage für Selbständige
Der Bemessungszeitraum ist bei Selbständigen das Einkommen des letzten Wirtschaftsjahres vor der Geburt, und zwar auf Grundlage des Steuerbescheides. Je nach Branche und Tätigkeit können nicht alle laufenden Kosten für einen bestimmten Zeitraum vermieden werden, woraus sich eine erschwerte finanzielle Situation ergibt. Denn Betriebsausgaben werden nur im Zuge der Gewinnermittlung berücksichtigt. Selbständige erhalten das Elterngeld lediglich unter Vorbehalt, wodurch eine ähnliche Situation wie im ALG II Bezug entsteht. Schwangerschaftsbedingte Rückgänge des Umsatzes sind unternehmerisch unverschuldet, können sich aber erheblich negativ auf die Höhe des Elterngeldanspruchs auswirken. In Ausnahmefällen kann das vorherige Wirtschaftsjahr herangezogen werden. Oft überschneiden sich Kinderwunsch und Gründungsphase zeitlich, weshalb viele selbständige Mütter nur den Mindestsatz erhalten. Die Planung eines Kinderwunsches ist für Selbständige aus vielen Gründen noch voraussetzungvoller und komplizierter. Betroffene müssen sich immer wieder zwischen Kind und Selbständigkeit entscheiden.

### Qualitative Bevölkerungspolitik
Laut Christoph Butterwegge solle das Elterngeld „vornehmlich gut verdienende, hoch qualifizierte Frauen dazu motivieren […], mehr Kinder zu bekommen und anschließend möglichst schnell wieder in den Beruf zurückzukehren“. Für Bezieher von Arbeitslosengeld II, Studenten und gering Verdienende ergaben sich durch die Umwandlung des Erziehungsgelds in das Elterngeld auch bei Beibehaltung eines anrechnungsfreien Sockelbetrags von 300 € deutliche finanzielle Nachteile.
Es spreche sowohl die Diskussion vor der gesetzlichen Verankerung des Elterngeldes als auch die Begründung sowohl im Referentenentwurf als auch in der gemeinsamen Koalitionserklärung dafür, dass mit dem Elterngeld eine „qualitative Bevölkerungspolitik“ gemacht werden solle. Dies kritisiere er, da in Deutschland keine Armut an, sondern bei Kindern bestehe. So heißt es im Referentenentwurf: „Besonders auffällig ist, dass in Deutschland insgesamt 39 Prozent der 35- bis 39-jährigen Akademikerinnen ohne Kinder im Haushalt leben.“ Das DIW Berlin stellte hingegen in einer Studie fest: „Etwa ein Viertel der Männer wie der Frauen in der oberen Einkommensklasse bleibt dauerhaft kinderlos.“ [Herv. nicht im Original].

### Kombinierte Entgeltersatz- und Sozialleistung
Der Sozialrichter Jürgen Borchert hält das Elterngeld für nicht ausreichend und mit 12 Monaten zu kurz bemessen im Vergleich zu dem, wie viel die deutsche Gesellschaft für die über 55-Jährigen leiste. Die Regelung mit zwei Drittel des letzten Einkommens für das Elterngeld sei dem Arbeitslosengeld nachgebildet. Im Vergleich mit der Vorruhestandsregelung und Altersteilzeitregelung bei über 55-Jährigen, die auf halbe Arbeitszeit gesetzt werden bei 70 bis 80 Prozent ihres letzten Nettoentgelts, sei klar, mit welchen unterschiedlichen Maßstäben in Deutschland gemessen werde, je nachdem, ob es um Ältere oder um Kinder geht.
Kritisiert wurde die besondere Konstruktion des Elterngeldes, das keine reine Entgeltersatzleistung ist, sondern zu etwa einem Drittel als Sozialleistung gezahlt wird (Mindestelterngeld, Aufstockung für Geringverdiener, Geschwisterbonus). Die Vermischung von Sozialleistungen und familienpolitischen Zielen führe zu systematischen Brüchen. Dies spiegeln auch die unterschiedlichen Berechnungsarten des Elterngeldes wider. So würden Kinder bei Empfängerinnen und Empfängern von Arbeitslosengeld II bereits im Rahmen der Bedarfsgemeinschaft mit 60 % des Regelsatzes bis zur Vollendung des 14. Lebensjahres und in Höhe von 80 % des Regelsatzes bis zur Volljährigkeit berücksichtigt. Eine gezielte Förderung gering verdienender Familien mit Kindern erfolgt bereits über den unbefristeten Kinderzuschlag. Lohnersatzfunktion oder soziale Aspekte könnten die Gewährung von Mindestelterngeld nicht rechtfertigen. Von anderer Seite wurde das Mindestelterngeld als zu gering bezeichnet.
Der Bundesrechnungshof kritisierte vor dem Inkrafttreten ebenfalls die Ungleichbehandlung, die durch die Vermischung von Sozialleistungen und Entgeltersatzleistungen entstünden, insbesondere dass Empfänger von Arbeitslosengeld I zusätzlich 300 € Mindestelterngeld erhalten.
Auf Kritik traf zudem die Nichtberücksichtigung von vor der Elternzeit bezogenem Kurzarbeitergeld bei der Berechnung der Höhe des Elterngelds sowie Einzelheiten der Großelternzeit.

### Partnermonate, Anrechnung von Einkommen und Flexibilität
Der Versuch, durch die beiden Partnermonate die familieninterne Aufgabenverteilung staatlich zu beeinflussen, galt nach Auffassung einiger Kritiker als verfassungsrechtlich problematisch, eine Verfassungsklage wurde diesbezüglich jedoch nicht eingereicht. Kritiker sahen insbesondere den Artikel 6 Absatz 2 des Grundgesetzes verletzt, der die Pflege und Erziehung der Kinder als das „natürliche Recht der Eltern“ garantiere. Außerdem schütze Art. 6 Abs. 1 GG die Entscheidung von Eheleuten über die Arbeitsteilung während der Ehe, frei von staatlicher Beeinflussung. Beiden Argumenten wurde entgegengehalten, dass Artikel 3 Abs. 2 GG den Staat verpflichtet, Maßnahmen zur tatsächlichen Verwirklichung der Gleichberechtigung von Frauen und Männern zu treffen; diese Ansicht stimmt mit der europäischen Elternzeitrichtlinie 96/34/EG überein, die von Nichtübertragbarkeit ausgeht.
Unsystematisch ist auch die Ausnahme für Alleinerziehende. Arbeiten sie nicht oder nur geringfügig, erhalten sie das Elterngeld für die vollen 14 Monate. Die Regelung, die „Partnermonate“ für sich in Anspruch zu nehmen sei großzügiger, als es zur Erfüllung des Gesetzeszweckes nötig ist. Alleinerziehende, die für ihren Lebensunterhalt mehr als 30 Stunden arbeiten oder aufgrund ihrer Selbständigkeit arbeiten müssen, sind vom Elterngeld dagegen ausgeschlossen. Vielen Selbständigen, die über ein unregelmäßiges und relativ geringes Einkommen verfügen, die in der Phase der Existenzgründung sind oder im Betrieb des Ehepartners mitarbeiten, steht nur das Mindestelterngeld zu. In einem Entschließungsantrag der FDP-Fraktion von November 2008, der sich auf den Sechsten Bericht der Bundesrepublik Deutschland zum CEDAW-Übereinkommen bezieht, wurde bezüglich des Elterngelds gefordert, „die beim Elterngeld enthaltene Diskriminierung von Selbständigen abzubauen“. So kritisierte die FDP-Politikerin Ina Lenke, dass das Elterngeld sinke, wenn während der Elternzeit Zahlungen für vor der Elternzeit ausgestellte Rechnungen eingingen, und wegen der für Freiberufler mit hohem Aufwand verbundenen Nachweispflichten bei Antragstellung würden „viele beruflich erfolgreiche Mütter und Väter von vornherein darauf verzichten“. 2011 entschied das Landessozialgericht Nordrhein-Westfalen, dass das an Selbständige nachgezahlte Arbeitseinkommen nicht das Elterngeld mindert; das Bundessozialgericht urteilte mittlerweile, dass Zuflüsse während des Bezugszeitraums auf das Elterngeld anzurechnen sind.
Das Wirtschafts- und Sozialwissenschaftliche Institut kritisierte, dass diejenigen Eltern stark benachteiligt würden, die sich in den Monaten nach der Geburt die Familien- und Erwerbsarbeit partnerschaftlich teilen wollten und dafür gleichzeitig ihre Arbeitszeit reduzierten. Wenn Mutter und Vater beide gleichzeitig halbtags arbeiten, hätten sie nicht vierzehn, sondern nur sieben Monate Anspruch auf Elterngeld. Dadurch würden sie, wenn beispielsweise jeder ein gleich hohes Einkommen beziehe, insgesamt nur halb so viel Elterngeld erhalten wie ein Paar, in dem Mutter und Vater abwechselnd in Elternzeit gehen. Auch der Verein Zukunftsforum Familie e. V. kritisierte, dass Eltern in diesem Fall massiv benachteiligt würden. Der deutsche Juristinnenbund (djb) brachte 2006 Änderungsvorschläge zum Gesetzesentwurf ein und schlug 2008 eine Neuformulierung vor, die eine gleichzeitige teilzeitige Inanspruchnahme durch beide Eltern ohne finanziellen Nachteil ermöglichen sollte. Entsprechende Klagen vor den Sozialgerichten, die sich auf diese Argumentation stützten, wurden jedoch ausnahmslos abgewiesen. Das Landessozialgericht Baden-Württemberg führte dazu im Wesentlichen aus: Wenn der Gesetzgeber mit dem Elterngeld ein Instrument schaffe, mit dem finanzielle Anreize zur vorübergehenden Aufgabe der Tätigkeit zugunsten der Kindererziehung gesetzt worden seien, erscheine es sachgerecht, diesen Anreiz zu reduzieren, wenn die berufliche Tätigkeit nicht vollständig zugunsten der Erziehung aufgegeben werde. Das Gesetz sei durch die Einkommensabhängigkeit des Elterngeldanspruchs gerade nicht darauf ausgerichtet, in jeder denkbaren Konstellation gleiche finanzielle Verhältnisse zu schaffen. Der Gesetzgeber sei nicht verpflichtet gewesen, einen solchen Zustand herzustellen. Deshalb überzeuge die Argumentation des djb nicht. Der Gesetzgeber sei nicht gehalten, für jede beliebige und denkbare Konstellation der Inanspruchnahme von Elterngeld die gleichen finanziellen Leistungen vorzusehen.
Auch eine fehlende zeitliche Flexibilität des Elterngeldes stieß auf Kritik, da eine Regelung fehle, die erlaube, einen Teil des Anspruchs auf einen späteren Zeitpunkt zu übertragen. Zur Flexibilisierung wurde die Einführung eines flexibel handhabbaren Elterngeldkontos gefordert. Zur Abfederung unberechenbaren Bedarfs sei es naheliegend, vorsorglich ein Kontingent von Freistellungstagen vorzusehen, das Eltern nutzen könnten, wenn für Kinder oder gebrechliche Eltern ein unvorhergesehener Pflegebedarf entstehe, ähnlich wie das in Schweden hierfür vorgesehene Zeitkontingent von 60 Tagen.
Im Elterngeldbericht der Bundesregierung vom Oktober 2008 wurde das Elterngeld als äußerst flexibel bezeichnet; eine weitere Flexibilisierung erscheine „nicht sachgerecht“. Im April 2009 kündigte aber Familienministerin Ursula von der Leyen eine Flexibilisierung an, nach der ein Elterngeldbezug im Fall reduzierter Arbeit auf mehr Monate als bisher verteilt werden könne.
Im Koalitionsvertrag zwischen CDU, CSU und FDP legte die Koalition im Oktober 2009 fest: „Wir wollen eine Weiterentwicklung, Flexibilität und Entbürokratisierung des Elterngeldes, gerade auch in Hinblick auf die Einkommensermittlung. Die Partnermonate sollen gestärkt und ein Teilelterngeld bis zu 28 Monaten eingeführt werden. Wir werden dafür sorgen, dass die gleichzeitige Teilzeit bei gleichzeitiger Elternzeit nicht zu einem doppelten Anspruchsverbrauch führt. Die Lebenssituation von Selbständigen wollen wir stärker berücksichtigen.“
Den Forderungen nach einer Flexibilisierung wurde ab 2015 durch die Einführung des Elterngeld Plus teilweise entsprochen, wobei allerdings weiterhin gilt, dass Eltern durch das Elterngeld Plus unter Umständen deutlich weniger gefördert werden, wenn sie sich die Betreuung teilen, als wenn einer der beiden nur betreut und der andere Vollzeit arbeitet, siehe Abschnitt „Flexibilisierung und Partnerbonus durch Elterngeld Plus“.

### Flexibleres Zeitbudget und eine Familienarbeitszeit
In dem 2017 veröffentlichten Zweiten Gleichstellungsbericht der Bundesregierung sprach sich die Sachverständigenkommission dafür aus, ein flexibleres Zeitbudget von beispielsweise 120 Tagen für jedes Kind für die Dauer der Minderjährigkeit einzuführen, das in Anlehnung an das schwedische Modell und in Ergänzung des Kinderkrankengeldes flexibel tageweise nutzbar sein soll, und dies nicht nur durch die Eltern, sondern auch durch andere dem Kind nahestehende Personen.
Die Sachverständigenkommission empfahl in diesem Bericht von 2017 außerdem mehrheitlich – aufbauend auf das 2013 vom Deutschen Institut für Wirtschaftsforschung (DIW) anhand von Modellrechnungen untersuchten Konzept einer Lohnersatzleistung bei Familienarbeitszeit – eine zusätzliche finanzielle Leistung zur Unterstützung einer „Familienarbeitszeit“: Eltern, die während der Elternzeit beide etwa 80 % bis 90 % der jeweils üblichen Arbeitszeit berufstätig sind, sollten demnach bis zu 24 Monate lang eine pauschale Leistung erhalten können, bis das Kind acht Jahre alt ist.

### Stichtagsregelung
Weitere Angriffsfläche für Kritik lieferte die am Geburtstag orientierte Stichtagsregelung, mit der das Elterngeld an die Stelle des Erziehungsgeldes getreten ist. Für Geburten bis zum 31. Dezember 2006 wurde Erziehungsgeld gezahlt, für Geburten ab 1. Januar 2007 wurde Elterngeld gezahlt. Für Geringverdiener bedeutet die bis 2006 geltende Gesetzeslage mehr Geld, für besser verdienende Eltern bedeutet die ab 2007 geltende Gesetzeslage mehr Geld. Eine Klage vor dem Bundessozialgericht (BSG, Az. B 10 EG 3/07, 4/07 und 5/07) scheiterte; das Bundesverfassungsgericht entschied im April 2011, dass die Stichtagsregelung für den Bezug von Elterngeld nicht verfassungswidrig ist.
Durch diese Stichtagsregelung, die damals bereits bekannt war, standen Eltern mit Geburtstermin um den Jahreswechsel vor der Frage, ob sie die Geburt mit künstlichen Wehenhemmern hinauszögern.

### Bearbeitungsdauer
Es finden sich Pressemeldungen und vereinzelte Beschwerden von Antragstellern in Internetforen, es verzögere sich die Bearbeitung ordnungsgemäßer und vollständiger Anträge in manchen Bundesländern um Monate. Nach dem Überwinden von ersten Anlaufschwierigkeiten geht die Bundesregierung von einer durchschnittlichen Bearbeitungszeit von vier bis sechs Wochen aus (Stand: 12/2007).

### Effektivität
In der öffentlichen Debatte wird auch über die mangelnde Effektivität des Elterngeldes gesprochen. So weisen Kritiker darauf hin, dass eines der erklärten Ziele, namentlich die Steigerung der Geburtenrate, (zumindest bislang) verfehlt würde. Die aufgewendeten Mittel von ca. 4,5 Milliarden Euro pro Jahr stünden in einem Missverhältnis zum erreichten Nutzen des Elterngeldes. Es komme zu einem „Mitnahmeeffekt“, bei dem das Elterngeld für ein Verhalten in Anspruch genommen werde, das auch ohne den zusätzlichen Anreiz stattgefunden hätte. Nach Informationen der FAZ sank die Zahl der Geburten seit Einführung des Elterngeldes von ca. 685.000 im Jahr 2007 auf ca. 665.000 im Jahr 2009.
Befürworter des Elterngeldes entgegnen darauf, dass eine abschließende Bewertung der Effektivität dieser Maßnahme zu einem so frühen Zeitpunkt noch nicht möglich sei. Im Jahr 2006 hat eine Studie des Deutschen Instituts für Wirtschaftsforschung prognostiziert, dass die Erwerbsbeteiligung von Müttern im zweiten Lebensjahr des Kindes im Vergleich zur Zeit vor der Einführung des Elterngeldes steigen wird. Ferner werde das Elterngeld die Väterbeteiligung an der Kinderbetreuung deutlich verbessern.
Diese öffentliche Diskussion wird vor dem Hintergrund geführt, dass im Entwurf zum Bundeselterngeld- und Elternzeitgesetz als eines der Ziele des Elterngeldes formuliert wurde, den Menschen mehr Mut zu mehr Kindern zu machen und einen Beitrag zur Sicherung ihrer Zukunft zu leisten. Moderne Familienpolitik habe auf die Tatsache zu reagieren, dass Männer und Frauen sich immer später und seltener für Kinder entschieden. Es wurde hervorgehoben, dass Deutschland eine der niedrigsten Geburtenraten der Welt habe und dass besonders auffällig sei, dass in Deutschland insgesamt 39 Prozent der 35- bis 39-jährigen Akademikerinnen ohne Kinder im Haushalt lebten.
2010 musste das Elterngeld wegen der unerwartet starken Nachfrage um 140 Millionen Euro aufgestockt werden. Diese Nachfrage resultiere aus der Geburtenrate, die höher als prognostiziert war, mehr Vätern, die das Elterngeld nutzten (2009 23 %, 2008 21 %) und dem generell gestiegenen Einkommen. 2009 kamen rund 665.000 Babys zur Welt, das Statistische Bundesamt hatte mit maximal 660.000 gerechnet.

### Elternzeit vs. Elterngeld
Während die Anknüpfung an Lebensmonate für das Bundeserziehungsgeldgesetz (BErzGG) auch bei einer rückwirkenden Beantragung problemlos möglich ist, kann die Beantragung für Lebensmonate beim BEEG ein Problem darstellen. So kann Elterngeld „vom Tag der Geburt“ (§ 4 Abs. 1 BEEG) an beantragt werden, Elternzeit muss „spätestens sieben Wochen vor Beginn“ (§ 16 Abs. 1 BEEG) schriftlich beim Arbeitgeber beantragt werden, dabei muss erklärt werden, für welche Zeiten innerhalb von zwei Jahren Elternzeit genommen werden wird. Der Zusatz „Bei dringenden Gründen ist ausnahmsweise eine angemessene kürzere Frist möglich.“ soll diese Ungereimtheit auflösen, birgt aber durch die Interpretation des Begriffes „dringend“ Konfliktpotential für das Verhältnis zwischen Elternteil und Arbeitgeber.
Faktisch ist es also nicht möglich, Elternzeit korrekt innerhalb der ersten sieben Wochen zu beantragen. Zudem ist eine Ausrichtung der Elternzeit nach Lebensmonaten für das Arbeitsverhältnis oft nicht zweckmäßig. Diese Ausrichtung ist für die Elternzeit nicht verpflichtend, führt dann aber zu Einbußen bei der Höhe des Elterngeldes. Die Gerichte interpretieren regelmäßig ein „Lebensmonatsprinzip“, welches es allerdings in der Konsequenz nur beim BErzGG gab (vgl. B 10 EG 20/11 R).
Im Jahr 2014 (Stand Juni) nahmen 96 % der Mütter und fast jeder dritte Vater für ihre 2012 geborenen Kinder Elternzeit.

### Fehlender Inflationsausgleich
Seit das Elterngeld 2007 eingeführt wurde, ist es nicht angepasst worden. Die Petition „Elterngeld hoch“ fordert deshalb u. a. regelmäßigen Inflationsausgleich.

### Absenkung der Einkommensgrenze
Mit dem Zweiten Haushaltsfinanzierungsgesetz 2024 wurde die Einkommensgrenze für den Bezug des Elterngeldes für Paare zunächst auf 200.000 Euro und anschließend auf 175.000 Euro zu versteuerndes Jahreseinkommen abgesenkt. Kritiker bemängeln, dass dies insbesondere junge Akademiker und sogenannte „Young Professionals“ treffen könne, die sich vor allem in Ballungsräumen mit hohen Lebenshaltungskosten befinden. Die einkommensabhängige Kürzung berge das Risiko, dass vor allem Frauen aufgrund des weiterhin bestehenden Gender Pay Gaps schneller aus dem Berufsleben ausscheiden müssten und dadurch abhängig von ihren Partnern würden. Auch die Zielsetzung, eine stärkere Väterbeteiligung zu erreichen, werde konterkariert, wenn der entfallene Gehaltsanteil nicht mehr durch Elterngeld kompensiert werden könne. Darüber hinaus wird argumentiert, dass mit der Absenkung ein zentrales familienpolitisches Signal gegen eine gleichberechtigte und partnerschaftliche Aufteilung der familiären Aufgaben gesendet werde.

## Historische Entwicklung
Das Elterngeld löste das frühere Erziehungsgeld ab, das durch das von 1986 bis 2006 geltende Bundeserziehungsgeldgesetz geregelt war. Das Elterngeldgesetz wurde 2006 von der Großen Koalition beschlossen. Die Oppositionsparteien FDP, Linksfraktion und Grüne stimmten dagegen. Medien führten als Hauptkritikpunkt dieser Parteien an, dass Angebote für die Betreuung von Kleinkindern im Anschluss an den Elterngeldbezug fehlten.
Während das Erziehungsgeld unabhängig von der vorgeburtlichen Einkommenshöhe bis zu 24 Monate in Höhe von 300 Euro monatlich bezogen werden konnte, erhalten Eltern, die vor der Geburt des Kindes arbeitslos oder ohne Einkommen waren, seit der Einführung des Elterngeldes nur noch für 14 Monate den Mindestbetrag von 300 Euro als Sozialleistung. Zudem war das Erziehungsgeld anrechnungsfrei, es wurde zusätzlich zu anderen Sozialleistungen gezahlt. Das Elterngeld hingegen wird mit Sozialleistungen verrechnet, d. h. Sozialleistungen werden um den Betrag des Elterngeldes gekürzt. Für diese Gruppe brachte das Elterngeld Verschlechterungen mit sich.
Das ehemalige Erziehungsgeld kostete 2,9 Milliarden pro Jahr; für das Elterngeld waren zeitweilig vier Milliarden Euro pro Jahr eingeplant. Etwa zwei Drittel des Vier-Milliarden-Ansatzes wurden als Entgeltersatz gezahlt, etwa ein Drittel als Sozialleistung, um die 300-Euro-Mindestleistung zu finanzieren.
Vom skandinavischen Modell ist die Regelung übernommen worden, dass sowohl für die Mutter als auch für den Vater jeweils ein festgelegter Anteil der Bezugsdauer des Elterngeldes reserviert ist. Ein Anspruch auf Elternzeit, die früher als Erziehungsurlaub bezeichnet wurde, besteht zwar bis zur Vollendung des dritten Lebensjahres eines Kindes, doch wird höchstens vierzehn Monate lang Elterngeld gewährt. Dadurch wird indirekt ein Anreiz gesetzt, früher zurück in den Beruf zu gehen. Gleichzeitig wird durch das Tagesbetreuungsausbaugesetz (TAG), das bereits 2005 in Kraft getreten ist, ein bedarfsgerechter Aufbau von Betreuungsangeboten für unter Dreijährige angestrebt. Das Ziel, den Übergang vom Elterngeld in eine Kinderbetreuung zu garantieren, wurde in einer Vereinbarung zwischen Bundesregierung und Ländern bekräftigt, den Ausbau der unter Dreijährigen-Betreuung zu beschleunigen und ab dem Jahr 2013 einen Rechtsanspruch auf einen Kindergartenplatz ab dem zweiten Lebensjahr einzuführen.
Im ersten Halbjahr 2007 wurden zirka 200.000 Elterngeldanträge gestellt; im dritten Quartal kamen weitere 187.000 hinzu. Über das erste halbe Jahr gemittelt wurden 8,5 Prozent der Anträge von Vätern gestellt, was gegenüber den Elternzeitbeantragungen der Vorjahre bereits eine Verdopplung ist. Der Väteranteil stieg 2007 kontinuierlich an: Im ersten Quartal 2007 wurden 6,9 Prozent der Anträge von Vätern gestellt, und über die ersten drei Quartale gemittelt waren es 9,6 Prozent. Für Mitte 2008 wird von über 18 Prozent berichtet. 2001 hatten im Vergleich 1,5 Prozent der Väter Erziehungsgeld beantragt, 2006 waren es 3 Prozent der Väter, die Erziehungszeit nahmen.
Im Koalitionsvertrag der 18. Wahlperiode legten CDU/CSU und SPD im November 2013 fest, ein Elterngeld plus zu schaffen. Damit sollte Eltern „für die Dauer von bis zu 28 Monaten die bestmögliche Inanspruchnahme des Elterngeldes in Kombination mit einer nicht geringfügigen Teilzeittätigkeit“ ermöglicht werden. Am 1. Juli 2015 trat das ElterngeldPlus in Kraft, das die Teilzeitnutzung der 14 Elterngeldmonate auf bis zur doppelten Dauer erweiterte.

## Reformpläne
Die damalige Bundesfamilienministerin Anne Spiegel kündigte Ende 2021 an, mehr Elterngeldmonate für diejenigen Paare zu ermöglichen, die sich die Elternzeit aufteilen. Außerdem sprach sie sich für bezahlte Urlaubstage direkt nach der Geburt eines Kindes aus sowie für eine dem Elterngeld ähnliche Leistung für pflegende Angehörige.